# Sedlejov
Sedlejov (německy Sedlejow) je obec v okrese Jihlava v Kraji Vysočina. Žije zde 309 obyvatel.

## Název
Název se vyvíjel od varianty Sedleyow (1366), ze Sedleyowa (1446), Sedlegow (1718, 1720, 1751), Sedlejow a Sedlegow (1846), Sedlejow a Sedlejov (1872) až k podobě Sedlejov v letech 1881 a 1924. Místní jméno vzniklo přidáním přivlastňovací přípony -ov ke starému osobnímu jménu Sedlej.

## Historie
První písemná zmínka o obci pochází z roku 1366.

## Přírodní poměry
Nachází se 4,5 kilometru jižně od Hodic, čtyři kilometry jihozápadně od Panenské Rozsíčky, 3,5 kilometru západně od Nevcehle, 2,5 kilometru severozápadně od Urbanova, šest kilometrů severně od Telče a 2,5 kilometru od Mysliboře a 4,5 kilometru jihovýchodně od Třeštice. Geomorfologicky je oblast součástí Česko-moravské subprovincie, konkrétně Křižanovské vrchoviny a jejích podcelků Dačická kotlina a Brtnická vrchovina, v jejíž rámci spadá pod geomorfologické okrsky Otínská pahorkatina a Třešťská pahorkatina. Průměrná nadmořská výška činí 556 metrů. Nejvyšší bod o nadmořské výšce 651 metrů se nachází v severním okraji katastru. Dále zde stojí Homolka (649 m) a Májovec (630 m). Obcí protéká Sedlejovský potok, který se východně od obce vlévá do Moravské Dyje. Na Sedlejovském potoce na návsi se rozkládá Dolní rybník. Severovýchodně od obce se nachází evropsky významná lokalita a přírodní památka Rašelinné jezírko Rosička.

## Obyvatelstvo
Podle sčítání 1930 zde žilo v 58 domech 301 obyvatel. 301 obyvatel se hlásilo k československé národnosti. Žilo zde 300 římských katolíků a 1 příslušník Církve československé husitské.
| Rok            | 1869 | 1880 | 1890 | 1900 | 1910 | 1921 | 1930 | 1950 | 1961 | 1970 | 1980 | 1991 | 2001 | 2011 | 2021 |
| -------------- | ---- | ---- | ---- | ---- | ---- | ---- | ---- | ---- | ---- | ---- | ---- | ---- | ---- | ---- | ---- |
| Počet obyvatel | 276  | 295  | 302  | 322  | 325  | 330  | 301  | 292  | 289  | 274  | 219  | 258  | 273  | 266  | 294  |
| Počet domů     | 44   | 46   | 49   | 50   | 53   | 54   | 58   | 67   | 64   | 64   | 63   | 71   | 78   | 81   | 90   |

## Obecní správa a politika

### Zastupitelstvo a starosta, členství ve sdruženích
Obec má sedmičlenné zastupitelstvo, v jehož čele stojí starosta Milan Beneš.
| Období    | Voliči | Účast v % | Mandáty | Starosta    |
| --------- | ------ | --------- | ------- | ----------- |
| 2002–2006 | 203    | 87,68     | 7       | Miloš Uhlíř |
| 2006–2010 | 215    | 76,28     | 7       | Miloš Uhlíř |
| 2010–2014 | 225    | 72,00     | 7       | Miloš Uhlíř |
| 2014–2018 | 237    | 67,09     | 7       | Milan Beneš |

Sedlejov je členem Mikroregionu Telčsko a místní akční skupiny Mikroregionu Telčsko.

### Obecní symboly
Znak a vlajka byly obci uděleny rozhodnutím předsedkyně Poslanecké sněmovny Parlamentu České republiky dne 9. listopadu 2010. Znak: V modro-červeně polceném štítě vpravo unciální písmeno "M" převýšené korunou, obojí zlaté, vlevo stříbrný dvouocasý lev se zlatou zbrojí a jazykem, dole zlatá růže s červeným semeníkem. Vlajka: List tvoří dva svislé pruhy, modrý s unciálním písmenem "M" převýšeným korunou, obojí žluté, a červený s bílým dvouocasým lvem se žlutou zbrojí a jazykem. Poměr šířky k délce listu je 2 : 3.

## Hospodářství a doprava
V obci sídlí firmy Zemědělské družstvo Sedlejov, HUNSGAS s.r.o. a obchod firmy LAPEK, a.s. Obcí prochází silnice III. třídy č. 02321 do Mysliboře a železniční trať č. 227 z Kostelce do Slavonic. V obci se nachází stejnojmenné nádraží. Dopravní obslužnost zajišťují České dráhy. Vlaky jezdí ve směrech Kostelec a Slavonice. Obcí prochází cyklistické trasy č. 5091 z Mysliboře do Panenské Rozsíčky a č. 5123 z Třeštic do Urbanova.

## Školství, kultura a sport
Děti dojíždějí do základní školy v Telči. Školní budova zde byla postavena roku 1909, zařízení bylo uzavřeno v roce 1977. Nachází se zde knihovna. Sbor dobrovolných hasičů Sedlejov byl založen v roce 1905. Působí zde i myslivecké sdružení.

## Pamětihodnosti
- Pamětní kámen u cesty na Urbanov
- Pomník sovětského partyzána Michaila Karpova, nyní lépe přístupný za vlakovým nádražím směrem na Telč